# Якобашвили, Темур
Темур Якобашвили (также Темури; груз. თემურ იაკობაშვილი; род. 3 сентября 1967) — грузинский политолог, дипломат и политик, являвшийся государственным министром по реинтеграции с 31 января 2008 по ноябрь 2010 года.

## Биография
Якобашвили родился в семье грузинских евреев в Тбилиси. В 1984 году окончил физико-математическую школу для одарённой молодёжи имени Комарова. Окончил физический факультет Тбилисского государственного университета в 1990 году. Провёл в 1991 году в Тбилиси первый съезд еврейской молодёжи. На европейском съезде еврейских студентов в том же году в Венгрии был избран членом правления. Также окончил дипломатические курсы в университетах Оксфорда и Бирмингема в Великобритании (1998), получил стипендию в Йельском университете по программе World Leaders’. Якобашвили прошёл обучение на курсах по международной безопасности в Гарвардской школе государственного управления им. Джона Ф. Кеннеди в США (в 2003 году).
Якобашвили состоит в браке с Яной Фремер и имеет двоих детей. Помимо грузинского и иврита, он свободно владеет русским и английскими языками.

## Дипломатическая карьера
С 1990 по 2001 годы работал в Министерстве иностранных дел Грузии, занимаясь сначала ближневосточным, а затем северо-американским направлением. Последней должностью был директор департамента отношений с США, Канадой и Латинской Америкой.
Якобашвили являлся исполнительным вице-президентом Фонда стратегических и международных исследований Грузии с 2001 по 2008 годы.
31 января 2008 года президент Грузии Михаил Саакашвили назначил его государственным министром по вопросам реинтеграции (предыдущее название должности: государственный министр по урегулированию конфликтов).
С ноября 2010 года — чрезвычайный дипломатический посланник и полномочный посол Грузии в США.
Якобашвили принимает активное участие в неправительственном секторе, являясь соучредителем и членом правления Совета по иностранным отношениям и Атлантического совета Грузии, член правления Грузинского института общественных дел, и исполнительный вице-президент Фонда стратегических и международных исследований Грузии. Он является автором ряда публикаций по вопросам национальной безопасности, урегулирования конфликтов и международных отношений, а также в 2006 году был приглашён в Центр исследований Шёлкового пути в Уппсальский университет, Швеция.